# Прозоровский, Иван Андреевич
.
Князь Иван Андреевич Прозоровский (1712—1786) — генерал-аншеф из рода Прозоровских, кавалер ордена Св. Александра Невского, владелец подмосковного имения Никольское-Шипилово.

## Биография
Сын князя Андрея Петровича от третьего брака, внук боярина П. С. Прозоровского. Родился в Москве 5 (16) июня 1712 года.
Вступил в службу в 1728 году в Преображенский лейб-гвардии полк солдатом. Потом был капралом, сержантом. В 1729 году пожалован указом Петра II в штаб генерал-фельдмаршала князя В. В. Долгорукова в генерал-штаб-квартермейстеры капитанского ранга. В 1730 году стал флигель-адъютантом. Затем был определён в Олонецкий драгунский полк.
В составе армии А. П. Волынского принимал участие в войне за польское наследство; участвовал в Осаде Данцига. 3 июня 1734 года утверждён секунд-майором и перемещён в Тобольский драгунский полк. В 1736 году стал премьер-майором и переведён в Нарвский драгунский полк. В 1737 году участвовал в штурме Очакова. 7 октября 1737 года по произведении в подполковники, был определён в Пермский драгунский полк, находившийся при Очакове.
12 августа 1741 года по старшинству пожалован полковником; в том же году по прошению переведён в Новгородский пехотный полк, находившийся в Финляндии. В 1742 году был церемонимейстером в Москве на коронации императрицы Елизаветы Петровны. В том же году был переведён в Санкт-Петербургский пехотный полк, который находился в Киеве. 22 января 1745 года пожалован бригадиром; 25 апреля 1752 года, будучи в Новгороде, пожалован генерал-майором; 25 декабря 1755 год — генерал-поручиком и командирован на Украину.
В 1762 году получил абшид  от Петра III, но 20 сентября, в день коронования императрицы Екатерины II получил орден Святого Александра Невского; 1 марта 1763 года отставлен от службы полным генералом.
Умер 2 (13) мая 1786 года. Был погребён вместе с женой в Никольской церкви (в приделе Марии Египетской) села Никольское-Шапилово Московского уезда Московской губернии.

## Семья

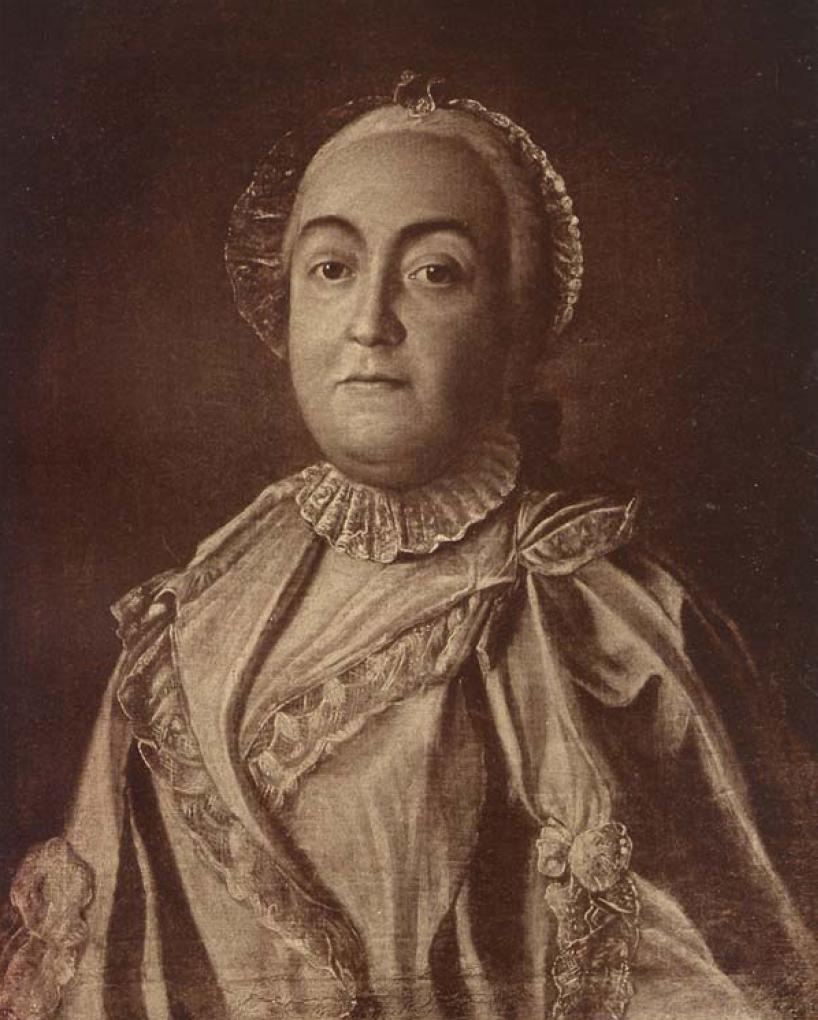
М. М. Прозоровская, жена

И. А. Прозоровский был женат на княжне Марии Михайловне Голицыной (18.02.1718—17.06.1780) — старшей дочери генерал-фельдмаршала князя Михаила Михайловича Голицына и княжны Татьяны Борисовны Куракиной.
У них родилось 13 детей:
- Татьяна Ивановна (14.06.1743—09.11.1743)
- Варвара Ивановна (05.07.1744—19.12.1749)
- Екатерина Ивановна (06.07.1745—03.04.1768)
- Мария Ивановна (14.08.1746—11.06.1747)
- Андрей Иванович (1748—1800), генерал-майор.
- Наталья Ивановна (1749— ?), замужем за Сергеем Фёдоровичем Сафоновым.
- Варвара Ивановна (28.08.1750—08.05.1806), с 1774 года жена Светлейшего князя А. В. Суворова. Разойдясь с мужем в 1784 году, жила на скромную пенсию в Москве, сперва у отца, а после смерти его, у своего брата Ивана. По приказанию императора Павла I Суворов передал ей свой дом на Большой Никитской и увеличил выдаваемое ей ежегодно содержание. На коронацию Александра I, 15 сентября 1801 года, она была пожалована в статс-дамы и получила орден Св. Екатерины 1-го класса.
- Михаил Иванович (27.03.1752—11.03.1759)
- Анна Ивановна (1753—1753)
- Иван Иванович (23.09.1754—30.11.1811), генерал-майор, с 1792 года женат на княжне Татьяне Михайловне Голицыной (1769—1840), дочери князя М. М. Голицына.
- Николай Иванович (20.02.1756—02.1756)
- Анастасия Ивановна (15.12.1758—02.1759)
- Николай Иванович (10.11.1760—02.1761)

## Комментарии
1. ↑  Сын Петра Семёновича Прозоровского Меньшого, боярин (с 1692), Андрей Петрович Прозоровский (? — 05.07.1722) был женат трижды: первая жена — княжна Ирина Юрьевна Ромодановская, их дети: Иван (постригся в монахи с именем Иоасаф), Фёдор (был женат на Ирине Федоровне Саковниной), Михаил (постригся на Афонской горе с именем Сергий; был архимандритом Иосифо-Волоцкого монастыря), Анна (в замужестве за князем Александром Ивановичем Жировым-Засекиным), Федосья (была в замужестве за Фёдором Фёдоровичем Мусиным-Пушкиным), Авдотья (Евдокия) (была в замужестве сначала за Петром Савичем (Савельевичем) Волконским; затем, за князем Михаилом Ивановичем Шаховским — тайным советником и сенатором); вторая жена — Матрёна Фёдоровна Водорадская, у них две дочери: Елена (была в замужестве за Алексеем Кириловичем (Кириллом Алексеевичем) Лихаревым) и Мария (умерла на четвёртом году от рождения); третья жена — Ирина Матвеевна Вельяминова-Зернова, от неё ещё 9 детей: Иван, Пётр (был женат на Екатерине Ивановне Измайловой) и Василий (участвовал в очаковском штурме, 1 августа 1759 года убит под Франкфуртом), а также дочери — Александра, Аграфена и четыре, умершие в младенчестве.